# اکسازول
اکسازول (به انگلیسی: Oxazole) یک ترکیب شیمیایی با شناسه پاب‌کم ۹۲۵۵ است. که جرم مولی آن ۶۹٫۰۶ g/mol می‌باشد. 